# Tomasz Kot (bokser)
Tomasz Kot (ur. 24 października 1991 w Kielcach) – polski pięściarz, akademicki mistrz Europy i mistrz Polski, uczestnik mistrzostw Europy.

## Życiorys
Zawodnik klubu Rushh Kielce. Mistrz Polski seniorów w wadze półśredniej (2013, pokonał w finale na punkty Piotra Sielawę). Brązowy medalista mistrzostw Polski (2015).
Złoty medalista mistrzostw Polski do lat 20 w wadze półśredniej (2010). Dwukrotny mistrz Polski U-23 (2012, 2013), srebrny medalista mistrzostw Polski U-23 (2011).
Dwukrotny wicemistrz Polski juniorów w wadze półśredniej (2008, 2009).
W grudniu 2011 zdobył złoty medal akademickich mistrzostw Europy. W półfinale pokonał Estończyka Dmitrija Kormilina (14:9), natomiast w finale wygrał z Mołdawianinem Victorem Corobcevschiim (12:9). W czerwcu 2013 uczestniczył w mistrzostwach Europy w Mińsku, podczas których przegrał w pierwszej walce z Irlandczykiem Adamem Nolanem.
W 2012 bezskutecznie ubiegał się o kwalifikację na igrzyska olimpijskie w Londynie podczas turnieju w Trabzonie, przegrywając z Irlandczykiem Adamem Nolanem.
Rywalizował w Międzynarodowym Turnieju Bokserskim im. Feliksa Stamma, dwukrotnie zajmując 2. miejsce w wadze półśredniej (2012, 2013).